# Stigmella gustafssoni
Stigmella gustafssoni là một loài bướm đêm thuộc họ Nepticulidae. Nó được miêu tả bởi Capuse năm 1975. Nó được tìm thấy ở Zambia.